# Inline-Speedskating-Weltmeisterschaften 2004
Die Inline-Speedskating-Weltmeisterschaften wurden im italienischen L’Aquila, Sulmona und Pescara ausgetragen. Die Wettkämpfe fanden vom 4. bis 11. September 2004 statt.

## Frauen
| Distanz              | Gold                                                          | Silber                                                        | Bronze                                                      |
| Bahn                 | Bahn                                                          | Bahn                                                          | Bahn                                                        |
| -------------------- | ------------------------------------------------------------- | ------------------------------------------------------------- | ----------------------------------------------------------- |
| 300 m Einzelsprint   | Andrea González                                               | Valentina Belloni                                             | Maria Laura Orru                                            |
| 500 m Sprint         | Andrea González                                               | Jennifer Caicedo                                              | Cecilia Baena                                               |
| 1000 m Sprint        | Cecilia Baena                                                 | Brigitte Mendez                                               | Julie Glass                                                 |
| 10000 m Punkte-Auss. | Alexandra Vivas                                               | Hey-Mi Kim                                                    | Liana Holguin                                               |
| 15000 m Ausscheidung | Brigitte Mendez                                               | Jessica Smith                                                 | Julie Glass                                                 |
| 5000 m Staffel       | Kolumbien Cecilia Baena Brigitte Mendez Alexandra Vivas       | Vereinigte Staaten Julie Glass Jessica Smith Kimberlee Butler | Argentinien Silvina Posada Estefania Fasinato Melisa Bonnet |
| Straße               |                                                               |                                                               |                                                             |
| 200 m Einzelsprint   | Valentina Belloni                                             | Jennifer Caicedo                                              | Andrea González                                             |
| 500 m Sprint         | Cecilia Baena                                                 | Valentina Belloni                                             | Andrea González                                             |
| 5000 m Punkte        | Alexandra Vivas                                               | Melisa Bonnet                                                 | Simona Di Eugenio                                           |
| 20000 m Ausscheidung | Brigitte Mendez                                               | Julie Glass                                                   | Liana Holguin                                               |
| 10000 m Staffel      | Vereinigte Staaten Jessica Smith Julie Glass Kimberlee Butler | Italien Simona Di Eugenio Laura Lardani Maria Laura Orru      | Frankreich Estelle Flourens Laetitia Le Bihan Angèle Vaudan |
| Langstrecke          |                                                               |                                                               |                                                             |
| 42195 m Marathon     | Silvia Niño                                                   | Liana Holguin                                                 | Cecilia Baena                                               |

## Männer
| Distanz              | Gold                                                         | Silber                                                      | Bronze                                                      |
| Bahn                 | Bahn                                                         | Bahn                                                        | Bahn                                                        |
| -------------------- | ------------------------------------------------------------ | ----------------------------------------------------------- | ----------------------------------------------------------- |
| 300 m Einzelsprint   | Luca Presti                                                  | Kalon Dobbin                                                | Joey Mantia                                                 |
| 500 m Sprint         | Luca Saggiorato                                              | Pascal Briand                                               | Kalon Dobbin                                                |
| 1000 m Sprint        | Thomas Boucher                                               | Pascal Briand                                               | Joey Mantia                                                 |
| 10000 m Punkte-Auss. | Diego Rosero                                                 | Joey Mantia                                                 | Geun-Seong Son                                              |
| 15000 m Ausscheidung | Francesco Zangarini                                          | Jordan Malone                                               | Diego Rosero                                                |
| 5000 m Staffel       | Vereinigte Staaten Jordan Malone Joey Mantia Joshua Wood     | Frankreich Pascal Briand Alexis Contin Baptiste Grandgirard | Italien Luca Presti Massimiliano Presti Francesco Zangarini |
| Straße               |                                                              |                                                             |                                                             |
| 200 m Einzelsprint   | Gregorio Duggento                                            | Luca Saggiorato                                             | Kalon Dobbin                                                |
| 500 m Sprint         | Luca Presti                                                  | Pascal Briand                                               | Luca Saggiorato                                             |
| 5000 m Punkte        | Shane Dobbin                                                 | Joey Mantia                                                 | Diego Rosero                                                |
| 20000 m Ausscheidung | Francesco Zangarini                                          | Joey Mantia                                                 | Baptiste Grandgirard                                        |
| 10000 m Staffel      | Vereinigte Staaten Jordan Malone Joey Mantia Chris Creveling | Italien Luca Presti Massimiliano Presti Francesco Zangarini | Chile Jaime Valenzuela Felipe Mora Claudio Gutierrez        |
| Langstrecke          |                                                              |                                                             |                                                             |
| 42195 m Marathon     | Alexis Contin                                                | Luca Saggiorato                                             | Massimiliano Presti                                         |

## Medaillenspiegel
| Platz | Land               | Gold | Silber | Bronze | Gesamt |
| ----- | ------------------ | ---- | ------ | ------ | ------ |
| 1.    | Kolumbien          | 9    | 4      | 6      | 19     |
| 2.    | Italien            | 7    | 6      | 5      | 18     |
| 3.    | Vereinigte Staaten | 3    | 7      | 4      | 14     |
| 4.    | Frankreich         | 2    | 4      | 2      | 8      |
| 5.    | Argentinien        | 2    | 1      | 3      | 6      |
| 6.    | Neuseeland         | 1    | 1      | 2      | 4      |
| 7.    | Südkorea           | 0    | 1      | 1      | 2      |
| 8.    | Chile              | 0    | 0      | 1      | 1      |